# Kim Donaldson
Pas d'image ? Cliquez ici

a Compétitions nationales et continentales officielles uniquement.

b Matchs officiels uniquement.
Dernière mise à jour le 20 août 2014.
Kimberley Anne Donaldson, née le 24 août 1983, est une joueuse canadienne de rugby à XV, occupant le poste de talonneur en équipe du Canada de rugby à XV féminin.
Elle est titulaire d'un baccalauréat en anthropologie de l'Université de la Colombie-Britannique. Elle joue avec l'Université dans l'équipe des UBC Thunderbirds dans les années 2000 avec laquelle elle remporte plusieurs distinctions. Après avoir terminé ses études, Donaldson continue d'aider le programme de rugby féminin de l'université comme entraîneur adjoint. Kim Donaldson est en 2014 un entraîneur personnel au Gym à l'université Concordia de Montréal.
Elle évolue avec l'équipe provinciale en Colombie-Britannique et le Lac Burnaby Rugby Club. Elle joue sa première sélection en équipe du Canada de rugby à XV féminin en 2005 contre les États-Unis.
Elle dispute les Coupes du monde de rugby à XV féminine 2006 et 2010.
Elle est retenue pour disputer la Coupe du monde féminine de rugby à XV 2014 après une tournée dans l'hémisphère Sud (victoire 22-0 face aux Australiennes, deux revers face à la Nouvelle-Zélande 16-8 et 33-21).
Elle dispute les trois matchs de poule. Le Canada se qualifie pour les demi-finales après deux victoires et un match nul concédé contre l'Angleterre 13-13. Les Canadiennes remportent 18-16 le match contre les Françaises en demi-finale. Le Canada se qualifie pour la finale. C'est la première fois que le Canada parvient à ce stade de la compétition et c'est seulement la quatrième nation à réaliser cette performance. Le Canada s'incline 21-9. Kim Donaldson a commencé quatre des cinq matchs au poste de talonneur

## Palmarès
(au 17.08.2014)
- sélections en Équipe du Canada de rugby à XV féminin
- finaliste de la Coupe du monde féminine de rugby à XV 2014
- quatrième de la Coupe du monde féminine de rugby à XV 2006, sixième de la Coupe du monde féminine de rugby à XV 2010.